# Polina Semionovová
Polina Semionovová (rusky Полина Семионова, německy Polina Semionova, * 13. září 1984, Moskva) je ruská baletka, primabalerina Státního baletu Berlín.
Už v průběhu studií na moskevské Státní akademii choreografie si získala celosvětovou proslulost, a to zejména díky úspěchům na prestižních tanečních soutěžích (první ceny v Moskvě 2001 a Petrohradě 2002 a první juniorskou cenu v Nagoji 2002). I díky tomu okamžitě získala sólové angažmá v baletním souboru Státní opery v Berlíně, což se ve věku 17 let žádné jiné baletce v historii souboru nepodařilo, a v roce 2004 se stala první sólistkou Státního baletu Berlín. Do Berlína si ji pozvala tamní hvězda Vladimir Malachov, jehož se okamžitě stala jevištní partnerkou.
Od sezóny 2005-6 je stálou hostující sólistkou ve Vídeňské státní opeře, pravidelně hostuje také na dalších světových scénách. V roce 2011 debutovala v roli Kitri jako sólistka Amerického baletního divadla, jehož první sólistkou se stala v září 2012.
Její repertoár zahrnuje prakticky všechny velké role v klasických baletech, nastudovala také řadu představení soudobých choreografů (Jiří Kylián, Uwe Scholz, Maurice Béjart, Roland Petit, William Forsythe ad.) včetně vystoupení ve světových premiérách. Malachov pro ni vytvořil choreografii Prokofjevovy Popelky a Mauro Bigonzetti roli Tvořivosti v Caravaggiovi. Od neoklasických choreografů nastudovala např. hlavní role v baletech George Balanchina, Johna Cranka, Kennetha MacMillana nebo Fredericka Ashtona.
Vyniká silnou technikou a skvělými liniemi. V roce 2005 byla za roli Nikie v baletu Bajadéra nominována na Cenu Benois. V témže roce získala Cenu německých kritiků, v roce 2007 byla kritiky vyhlášena nejlepší tanečnicí v zemi. V roce 2014 byla za několik rolí ztvárněných v Americkém baletním divadle nominována na Cenu Benois a tentokrát ji získala.
Její bratr Dmitrij Semionov je sólistou baletu Mariinského divadla v Petrohradě.